# Olsztyn
Olsztyn és una ciutat de Polònia. Olsztyn, en alemany Allenstein, va ser una ciutat alemanya fins a l'any 1945, és la ciutat més gran del Voivodat de Vàrmia i Masúria amb 176.000 habitants, capital del Voivodat, arxidiòcesi catòlica de Warmia i metropolitana luterana de Masúria. Olszyn és un centre econòmic, d'educació i cultura; hi ha la Universitat de Warmia-Mazury, una fàbrica de Michelin i fàbriques de mobles.
Olsztyn té un castell de l'Orde Teutònic, establert l'any 1334 per Jan de Lajsy, i una urbanització medieval. Entre les fronteres del municipi d'Olszyn hi ha 11 llacs i la ciutat està envoltada per boscos.
Fundada pels cavallers teutons, va passar a Polònia el 1466 i a Prússia el 1772. El 1914 fou ocupada pels russos. Després de la guerra la regió fou sotmesa a plebiscit per decidir si volia pertànyer a Alemanya o a Polònia (1920) i va optar majoritàriament ser alemanya. El 1945 fou ocupada pels soviètics, i mesos després cedida a Polònia.

## Personatges cèlebres
- Nicolau Copèrnic astrònom
- Tomasz Zahorski futbolista
- Piotr Wiwczarek músic
- Leo Schrade (1903-1964) musicòleg.